# Église Saint-Sébastien de Berzé-le-Châtel
L'église Saint-Sébastien de Berzé-le-Châtel est une église située sur le territoire de la commune de Berzé-le-Châtel, dans le département français de Saône-et-Loire et la région Bourgogne-Franche-Comté.
Elle relève de la paroisse Saint-Vincent en Val-Lamartinien (qui a son siège à La Roche-Vineuse). 

## Historique
L’église a été édifiée en 1739 (date visible dans le fond du chœur) pour remplacer une ancienne chapelle qui avait été érigée au XVIe siècle et servait d’église paroissiale (chapelle qui fut abandonnée puis démolie du fait de sa vétusté, et qui occupait l'emplacement où se trouve de nos jours la mairie-école). 

## Description
L’église, édifiée selon un plan à croix à latine, dispose d'une nef unique et d'un chevet plat. 
Elle est d’orientation nord-sud (contrairement à l’orientation liturgique qui impose un chœur faisant face à l'est). 
La nef unique et les deux chapelles latérales sont couvertes d’une voûte en berceau, le voûtement de la nef étant renforcé, à hauteur des baies, par des arcs doubleaux reposant sur des pilastres. 
La croisée du transept et le chœur sont couverts d’une voûte d’arêtes. 
Les chapelles sont dédiées à l’est au Christ et à l’ouest à la Vierge Marie. 

## Mobilier
Dans le chœur est visible le maître-autel, de style baroque, en bois sculpté et peint du XVIIIe siècle.
L'une des curiosités de l'église est visible dans le chœur et consiste en une huile sur toile signée Adélaïde Salles-Wagner, intitulée Elie dans le désert et peinte en 1861 (tableau présentant la seconde visite de l’ange au prophète Élie, après lui avoir apporté à manger et à boire, pour lui annoncer que Dieu l’attend sur le mont Sinaï).

## Vitraux
L'église possède des vitraux de la fin du XIXe siècle, réalisés par l’atelier chalonnais J. Besnard.
Le vitrail de l’oculus – le seul qui ne soit pas signé Besnard – représente l’évangéliste saint Jean sur l’île de Patmos, où il fut exilé sous le règne de l'empereur Domitien après avoir subi des supplices de martyr.

## Culte
Édifice consacré du diocèse d'Autun relevant de la paroisse Saint-Vincent en Val-Lamartinien (siège à La Roche-Vineuse) – qui en est affectataire au titre de la loi de 1905 –, l'église de Berzé-le-Châtel est, trois siècles après sa construction, un lieu de culte catholique.